# Henry George, Jr.
Henry George, Jr. (3 de noviembre de 1862 – 14 de noviembre de 1916) fue un 
representante de los Estados Unidos por New York e hijo del economista político americano Henry George (1839 - 1897).
Nacido en Sacramento, California, asistió a escuelas primarias; a la edad de dieciséis años entró en una imprenta donde estuvo empleado por un año; se trasladó con sus padres a Brooklyn, N.Y., en 1880; reportero del Brooklyn Eagle en 1881; en 1884 acompañó a su padre como secretario en un ciclo de conferencias en el Reino Unido, y al fin del cual se incorporó a la plantilla del London Truth; de vuelta a su país se incorporó a la plantilla de la North American Review; editor gerente del Standard entre 1887 - 1891; actuó como corresponsal en Washington D. C., para un sindicato de periódicos del Oeste en 1891 y en Inglaterra en 1892; en 1893 pasó a ser editor gerente del Florida Citizen en Jacksonville; volvió a New York en 1895; a la muerte de su padre en 1897 fue designado para sucederle como candidato del Partido de Jefferson para alcalde de la ciudad de Nueva York, sin que consiguiese el cargo; corresponsal especial en Japón en 1906; elegido como Demócrata para los 62 y 63 Congresos de los Estados Unidos (4 de marzo de 1911 – 3 de marzo de 1915); no se presentó a la reelección en 1914; se dedicó a objetivos literarios hasta su fallecimiento en  Washington D. C., siendo enterrado en el cementerio de Green-Wood de Brooklyn, Nueva York.